# Canton de Joigny
Le canton de Joigny est une circonscription électorale française du département de l'Yonne.

## Histoire
Créé en 1790, le canton est modifié par le décret du 2 août 1973 créant le canton de Migennes.
À la suite du redécoupage cantonal de 2014, les limites territoriales du canton sont à nouveau remaniées. Le nombre de communes du canton passe de 10 à 15.

## Représentation

### Conseillers d'arrondissement (de 1833 à 1940)
| Période                                  | Période      | Identité                                             | Étiquette         | Qualité |
| ---------------------------------------- | ------------ | ---------------------------------------------------- | ----------------- | --- |
| 1833                                     | 1845         | Antoine François Lallier (1782-1855)                 |                   | Médecin, adjoint au maire de Joigny                                                                         |
| 1845                                     | 1848         | Jean-Louis Martin                                    |                   | Propriétaire, maire d'Épineau-les-Voves                                                                     |
| 1848                                     | 1852         | Edme Louis Ragon des Essarts                         |                   | Maire de Béon, conseiller général                                                                           |
| 1852                                     | 1855         | Charles Marie Lefebvre-Arrault                       |                   | Ancien notaire à Joigny                                                                                     |
| 1855                                     | 1870         | Antoine Clément Levert                               |                   | Propriétaire, maire de Cézy                                                                                 |
| 1870                                     | 1884 (décès) | Arthur Germain Jean-Baptiste Baudelocque (1833-1884) |                   | Notaire à Champlay                                                                                          |
| 1884                                     | 1889         | Hippolyte Delécolle                                  |                   | Libraire, maire de Joigny Ancien conseiller d'arrondissement du Canton de Brienon-sur-Armançon              |
| 1889                                     | 1913         | Auguste Giraudon                                     |                   | Propriétaire, maire d'Épineau-les-Voves                                                                     |
| 1913                                     | 1919         | Charles Boulmeau                                     | Radical de droite | Instituteur, maire de Champlay                                                                              |
| 1919                                     | 1940         | Lucien Roche                                         | Radical puis DVG  | Serrurier, maire de Bassou, député (1928-1932)                                                              |
| 1940                                     |              |                                                      |                   | Les conseils d'arrondissement ont été suspendus par la loi du 12 octobre 1940 et n'ont jamais été réactivés |
| Les données manquantes sont à compléter. |              |                                                      |                   | |

### Conseillers généraux de 1833 à 2015
| Période | Période                   | Identité                                  | Étiquette             | Qualité |
| ------- | ------------------------- | ----------------------------------------- | --------------------- | --- |
| 1833    | 1846 (décès)              | Claude Jean-Baptiste Thibault (1780-1846) |                       | Notaire Maire de Joigny                                                                                            |
| 1846    | 1848                      | Edme Louis Ragon des Essarts              |                       | Maire de Béon |
| 1848    | 1852                      | Dominique Grenet                          | Républicain           | Docteur en médecine, maire de Joigny                                                                               |
| 1852    | 1861                      | Gustave Lacam père                        |                       | Propriétaire à Joigny                                                                                              |
| 1861    | 1871                      | Pierre Couturat                           |                       | Avoué - Maire de Joigny                                                                                            |
| 1871    | 1886 (décès)              | Henri Bonnerot                            | Républicain           | Avoué - Maire de Joigny Député (1885-1886) Président du Conseil général                                            |
| 1886    | 1898                      | Pierre Saulnier                           | Républicain           | Avocat à la Cour d'appel                                                                                           |
| 1898    | 1913 (décès)              | Félix Besnard                             | Rad.                  | Avocat - Sénateur (1908-1913) Maire de Joigny (1896-1913)                                                          |
| 1913    | 1922                      | Henri Hamelin                             | Rad.                  | Journaliste, directeur du Républicain de l'Yonne Sénateur (1922-1944)                                              |
| 1922    | 1928                      | Auguste Vacquier                          | RG                    | Banquier Maire de Joigny                                                                                           |
| 1928    | 1934                      | Paul Fourrey                              | PRS                   | Médecin Maire de Migennes                                                                                          |
| 1934    | 1934 (décès)              | Albert Garnier                            | Rad.                  | Maire de Joigny |
| 1935    | 1941 (démission d'office) | Henri Hamelin                             | Rad.                  | Journaliste Directeur du Républicain de l'Yonne Sénateur (1922-1944) Révoqué par le Gouvernement de Vichy          |
|         |                           |                                           |                       | |
| 1943    | 1945                      | Henri Breuillet (1885-1965)               | ?                     | Médecin, conseiller municipal de Joigny Nommé conseiller départemental en 1943                                     |
|         |                           |                                           |                       | |
| 1945    | 1951                      | Jean Marot (1901-1977)                    | DVG                   | Huissier, conseiller municipal de Joigny (1935-1949)                                                               |
| 1951    | 1964                      | Jean Valet                                | Rad.ind. puis DVD     | Général Maire de Joigny (1948-1959)                                                                                |
| 1964    | 1970                      | Roger Mouza                               | DVD                   | Ancien chef d'entreprise, maire de Joigny                                                                          |
| 1970    | 1970 (annulation)         | Marcel Pillin                             | PCF                   | Instituteur Maire de Bonnard (Yonne) (1947-1983) Elu en 1973 dans le Canton de Migennes                            |
| 1970    | 1982                      | Marcel Gateau                             | DVD puis UDF-PR       | Maire de Joigny |
| 1982    | 2001                      | Philippe Auberger                         | RPR                   | Inspecteur des Finances honoraire Député (1986-2007) Maire de Joigny (1977-2008) Vice-président du Conseil général |
| 2001    | 2015                      | Julien Ortega                             | RPR puis UMP puis DVD | Responsable pharmaceutique Vice-président du Conseil Général Ancien maire-adjoint de Joigny                        |

### Représentation depuis 2015
| Période élective | Période élective | Mandat | Mandat   | Identité         | Nuance | Nuance | Qualité |
| ---------------- | ---------------- | ------ | -------- | ---------------- | ------ | ------ | --- |
| 2015             | 2021             | 2015   | 2021     | Nicolas Soret    |        | PS     | Maire de Joigny (depuis 2020) Président de la Communauté de communes du Jovinien                                                       |
| 2015             | 2021             | 2015   | 2021     | Françoise Roure  |        | PS     | Responsable marketing-communication du Bureau interprofessionnel des vins de Bourgogne Conseillère municipale de Saint-Julien-du-Sault |
| 2021             | 2028             | 2021   | en cours | Philippe Burier  |        | PCF    | Retraité SNCF Premier adjoint au maire de Verlin                                                                                       |
| 2021             | 2028             | 2021   | en cours | Frédérique Colas |        | PS     | Assistante sociale Ancienne Vice-Présidente du conseil régional de Bourgogne-Franche-Comté Première adjointe au maire de Joigny        |

### Résultats détaillés

#### Élections de mars 2015
À l'issue du 1er tour des élections départementales de 2015, deux binômes sont en ballottage : Claire Dior et Armel Garnier (FN, 31,34 %) et Françoise Roure et Nicolas Soret (Union de la Gauche, 31,28 %). Le taux de participation est de 51,38 % (6 376 votants sur 12 410 inscrits) contre 51,97 % au niveau départemental et 50,17 % au niveau national.
Au second tour, Françoise Roure et Nicolas Soret (Union de la Gauche) sont élus avec 54,55 % des suffrages exprimés et un taux de participation de 54,37 % (3 332 voix pour 6 746 votants et 12 407 inscrits).

#### Élections de juin 2021
Le premier tour des élections départementales de 2021 est marqué par un très faible taux de participation (33,26 % au niveau national). Dans le canton de Joigny, ce taux de participation est de 34,75 % (4 234 votants sur 12 184 inscrits) contre 35,12 % au niveau départemental. À l'issue de ce premier tour, deux binômes sont en ballottage : Philippe Burier et Frédérique Colas (Union à gauche, 39,39 %) et Cyril André et Elodie Rebillon (RN, 26,79 %).
Le second tour des élections est marqué une nouvelle fois par une abstention massive équivalente au premier tour. Les taux de participation sont de 34,36 % au niveau national, 36,29 % dans le département et 35,56 % dans le canton de Joigny. Philippe Burier et Frédérique Colas (Union à gauche) sont élus avec 61,51 % des suffrages exprimés (2 504 voix pour 4 330 votants et 12 177 inscrits),,.

## Composition

### Composition avant 1973
Le canton comptait 18 communes :
- Bassou,
- Béon,
- Bonnard,
- Brion,
- Cézy,
- Champlay,
- Chamvres,
- Charmoy,
- Chichery,
- Épineau-les-Voves,
- Joigny,
- Laroche-Saint-Cydroine,
- Migennes,
- Looze,
- Paroy-sur-Tholon,
- Saint-Aubin-sur-Yonne,
- Villecien,
- Villevallier.

### Composition de 1973 à 2015
Le canton de Joigny regroupait 10 communes.
| Nom                   | Code Insee | Codepostal | Superficie (km2) | Population (dernière pop. légale) | Densité (hab./km2) |
| --------------------- | ---------- | ---------- | ---------------- | --------------------------------- | ------------------ |
| Joigny (chef-lieu)    | 89206      | 89300      | 46,67            | 9 800 (2012)                      | 210                |
| Béon                  | 89037      | 89410      | 15,41            | 525 (2012)                        | 34                 |
| Cézy                  | 89067      | 89410      | 16,02            | 1 121 (2012)                      | 70                 |
| Champlay              | 89075      | 89300      | 21,08            | 718 (2012)                        | 34                 |
| Chamvres              | 89079      | 89300      | 5,58             | 673 (2012)                        | 121                |
| Looze                 | 89230      | 89300      | 6,36             | 464 (2012)                        | 73                 |
| Paroy-sur-Tholon      | 89289      | 89300      | 4,21             | 307 (2012)                        | 73                 |
| Saint-Aubin-sur-Yonne | 89335      | 89300      | 8,87             | 440 (2012)                        | 50                 |
| Villecien             | 89452      | 89300      | 7,60             | 397 (2012)                        | 52                 |
| Villevallier          | 89468      | 89330      | 8,37             | 415 (2012)                        | 50                 |

### Composition depuis 2015
Le canton comprend désormais quinze communes entières.
| Nom                            | Code Insee | Intercommunalité                       | Superficie (km2) | Population (dernière pop. légale) | Densité (hab./km2) | Modifier                                    |
| ------------------------------ | ---------- | -------------------------------------- | ---------------- | --------------------------------- | ------------------ | ------------------------------------------- |
| Joigny (bureau centralisateur) | 89206      | CC du Jovinien                         | 46,67            | 9 055 (2022)                      | 194                | modifier les données · modifier les données |
| Béon                           | 89037      | CC du Jovinien                         | 15,41            | 524 (2022)                        | 34                 | modifier les données · modifier les données |
| La Celle-Saint-Cyr             | 89063      | CC du Jovinien                         | 18,57            | 842 (2022)                        | 45                 | modifier les données · modifier les données |
| Cézy                           | 89067      | CC du Jovinien                         | 16,02            | 1 081 (2022)                      | 67                 | modifier les données · modifier les données |
| Champlay                       | 89075      | CC du Jovinien                         | 21,08            | 757 (2022)                        | 36                 | modifier les données · modifier les données |
| Cudot                          | 89133      | CC du Jovinien                         | 19,11            | 392 (2022)                        | 21                 | modifier les données · modifier les données |
| Looze                          | 89230      | CC du Jovinien                         | 6,36             | 438 (2022)                        | 69                 | modifier les données · modifier les données |
| Précy-sur-Vrin                 | 89313      | CC du Jovinien                         | 21,16            | 430 (2022)                        | 20                 | modifier les données · modifier les données |
| Saint-Aubin-sur-Yonne          | 89335      | CC du Jovinien                         | 8,87             | 435 (2022)                        | 49                 | modifier les données · modifier les données |
| Saint-Julien-du-Sault          | 89348      | CC du Jovinien                         | 23,81            | 2 202 (2022)                      | 92                 | modifier les données · modifier les données |
| Saint-Loup-d'Ordon             | 89350      | CC de la Cléry, du Betz et de l'Ouanne | 17,67            | 248 (2022)                        | 14                 | modifier les données · modifier les données |
| Saint-Martin-d'Ordon           | 89353      | CC du Jovinien                         | 10,17            | 420 (2022)                        | 41                 | modifier les données · modifier les données |
| Verlin                         | 89440      | CC du Jovinien                         | 14,10            | 407 (2022)                        | 29                 | modifier les données · modifier les données |
| Villecien                      | 89452      | CC du Jovinien                         | 7,60             | 348 (2022)                        | 46                 | modifier les données · modifier les données |
| Villevallier                   | 89468      | CC du Jovinien                         | 8,37             | 417 (2022)                        | 50                 | modifier les données · modifier les données |
| Canton de Joigny               | 8911       |                                        | 254,97           | 17 996 (2022)                     | 71                 | modifier les données                        |

## Démographie

### Démographie avant 2015
| 1962   | 1968   | 1975   | 1982   | 1990   | 1999   | 2006   | 2011   | 2012   |
| ------ | ------ | ------ | ------ | ------ | ------ | ------ | ------ | ------ |
| 10 506 | 12 990 | 14 633 | 13 644 | 14 154 | 14 617 | 15 324 | 15 128 | 14 860 |

### Démographie depuis 2015
En 2022, le canton comptait 17 996 habitants, en évolution de −5,31 % par rapport à 2016 (Yonne : −1,95 %, France hors Mayotte : +2,11 %).
| 2013   | 2018   | 2022   |
| ------ | ------ | ------ |
| 18 855 | 18 458 | 17 996 |